# Pseudounka bicornis
Pseudounka bicornis är en insektsart som beskrevs av Andrej Vasiljevitj Gorochov 2008. Pseudounka bicornis ingår i släktet Pseudounka och familjen syrsor. Inga underarter finns listade i Catalogue of Life.